# Hécube
Pour les articles homonymes, voir Hécube (homonymie).

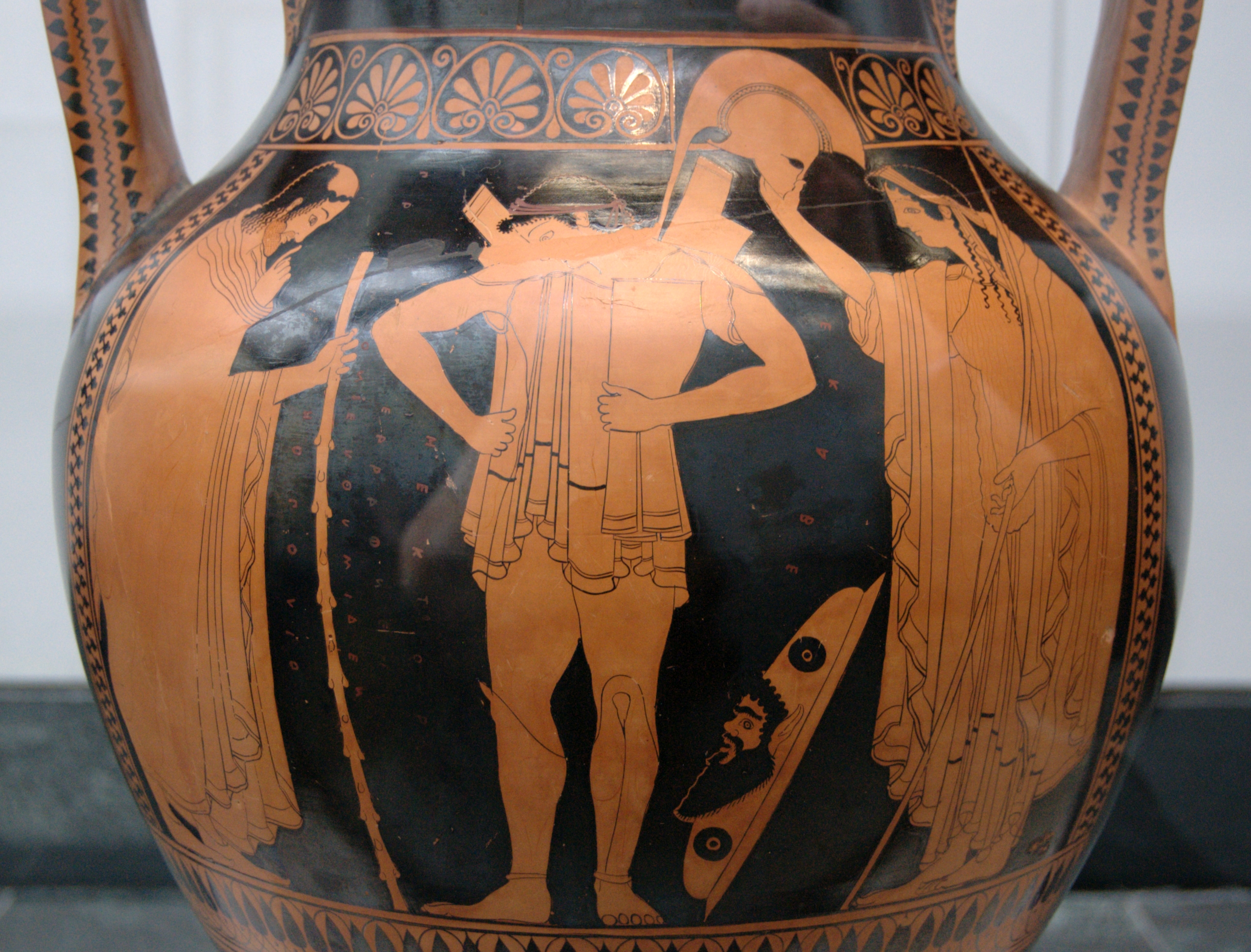
Hécube (à droite) assistant à l'armement de son fils Hector, amphore attique à figures rouges d'Euthymidès, v. 510 av. J.-C., Staatliche Antikensammlungen.

Dans la mythologie grecque, Hécube (en grec ancien Ἑκάϐη / Hekábê) est l'épouse de Priam et la reine de Troie.

## Famille
Hécube est la fille du roi de Phrygie Dymas et, selon Phérycède, de la nymphe Eunoé, une fille du dieu fleuve Sangarios ou de Cissée, roi de Thrace, elle est la sœur de Théano. Quelques auteurs considèrent Sangarios comme le père d'Hécube,, avec sa femme Métope, au lieu de son grand-père.
Elle eut, selon Homère, dix-neuf enfants de son époux Priam : l'aîné fut Hector (même si certains le pensent fils d'Apollon), ensuite vinrent Pâris, Créüse, Laodicé, Polyxène, Déiphobe, Hélénos et Cassandre (des jumeaux), Pammon, Politès, Antiphos, Hipponoos et Polydore. Troïlos ne serait pas le fils de Priam mais plutôt celui d'Apollon. Elle eut la douleur de les voir presque tous périr pendant le siège ou après la ruine de Troie. Après la chute de la ville, elle resta introuvable pendant un certain temps, et n'évita la mort que pour devenir l'esclave d'Ulysse, qui la trouva parmi les tombeaux de ses enfants. Avant de partir, elle vit périr Astyanax, son petit-fils, dont elle dut encore conduire les funérailles. Selon certains poètes, elle vit aussi immoler sa fille Polyxène sur le tombeau d'Achille.

## Mythe
Hécube n'est pas très présente dans l’Iliade, sinon pour pleurer ses fils. Souvent, elle intervient au sujet d'Hector, mais au tout dernier chant du poème, elle fait preuve d'une nature assez violente qui se retrouve dans ses propos concernant Achille, dont elle dit désirer arracher le foie « à pleine bouche » : l’organe  a une symbolique particulière en Grèce antique[réf. nécessaire]). Alors que le vieux roi Priam ramène le corps d'Hector, son char est arrêté devant les portes Scées par la foule : Andromaque et Hécube sont les premières à pleurer et embrasser la tête du corps sans vie respectivement de leur époux et de leur fils. C'est en tant que pleureuse (lors des funérailles d'Hector) dans ce dernier chant qu'elle apparaîtra, pour la dernière fois. Il existe différentes versions concernant sa mort. Certains auteurs soutiennent qu'elle fut lapidée sur les rivages de la ville de Troie, d'autres qu'elle se précipita dans la mer.
Dans la pièce de l'auteur classique Euripide, Hécube est le personnage principal. Après la défaite des Troyens, devenue esclave après avoir été reine, elle est emmenée par les Grecs avec d'autres captives. Au passage en Chersonèse de Thrace, les Grecs sacrifient Polyxène, la plus jeune des princesses troyennes, sur le tombeau de leur héros Achille. Alors qu'Hécube cherche un peu d'eau pour laver le corps de sa fille, elle découvre le corps de son fils Polydore, qu'elle croyait encore être l'espoir de la famille. En effet, Polydore étant trop jeune pour prendre part à la guerre de Troie, le roi de Troie Priam l'avait envoyé chez son allié le roi thrace Polymnestor. Mais au moment où les Troyens sont vaincus, Polymnestor a tué son protégé pour s'emparer de son or, et jeté le cadavre à la mer. Avec le concours du chef grec Agamemnon, Hécube et d'autres Troyennes tirent vengeance du roi Polymnestor en le rendant aveugle et en tuant ses fils. Pris d'un accès de prophétie, Polymnestor lui annonce qu'elle se jettera dans la mer et que la postérité la connaîtra sous le nom de chienne au regard enflammé ; il annonce aussi à Agamemnon sa mort prochaine.
Hécube serait enterrée en Chersonèse de Thrace, au lieu appelé Cynocème, ou littéralement « tombe de la chienne ».
Dans un texte plus tardif, après la vengeance contre Polymestor les gardes et le peuple furieux poursuivent les Troyennes à coups de pierres. Hécube mord de rage celles qu'on lui lance, et, métamorphosée en chienne, elle remplit la Thrace de hurlements qui touchent de compassion non seulement les Grecs, mais Héra elle-même, la plus cruelle ennemie des Troyens.

## Hommage
Hécube est une des 1 038 femmes représentées dans l'œuvre contemporaine de Judy Chicago, The Dinner Party, aujourd'hui exposée au Brooklyn Museum. Cette œuvre se présente sous la forme d'une table triangulaire de 39 convives (13 par côté). Chaque convive étant une femme, figure historique ou mythique. Les noms des 999 autres femmes figurent sur le socle de l'œuvre. Le nom d'Hécube figure sur le socle, elle y est associée à Sophie, sixième convive de l'aile I de la table.

## Iconographie

### Dessin
- Hécube et ses filles se lamentent sur le corps d'Hector, dessin de Bonaventura Genelli, vers 1844, Archiv für Kunst & Geschichte, Berlin

### Peinture
- Priam et Hécube confient Pâris au berger Agélaos, tableau de Vincenzo Camuccini (1773-1844)
- Pâris, et sa mère Hécube, tableau de Vincenzo Camuccini
- Le rêve d'Hécube, fresque de Giulio Romano (1492-1546), Palais ducal de Mantoue
- Hécube aveuglant Polymestor, huile sur toile (1700-1705), de Giuseppe Maria Crespi, Musées Royaux d'Art et d'Histoire, Bruxelles

### Sculpture
- Hécube et les Troyennes offrent le peplum à Pallade, Bas-Relief par Antonio Canova Fondazione Canova, Possagno
- Hécube et son époux Priam, détail d'une frise romaine, Kunsthistorisches Museum, Vienne
- Hécube découvrant le cadavre de son fils Polydore, Moulage en plâtre par André-Joseph Allar, 1861, Musée Granet, Aix-en-Provence

Hécube et les Troyennes offrent le peplum à Pallade, Antonio Canova.

### Sources
- Homère, Iliade, VI, 293 sq. ; XVI, 718 ; XXII, 82 sq., 405 sq. ; 430 sq. ; XXIV, 200 sq., 286 sq., 746 sq.
- Euripide, Hécube
- Virgile, Énéide, II, 32 ; III, 15 ; VII, 320 ; X, 705.
- Ovide, Métamorphoses, chant XIII, 569

### Études
- Pierre Commelin, Mythologie grecque et romaine [détail des éditions] [lire en ligne].
- Pierre Grimal, Dictionnaire de la mythologie grecque et romaine, PUF, 1969, p. 177-178.